# Alpinia domatifera
Alpinia domatifera är en enhjärtbladig växtart som beskrevs av Theodoric Valeton. Alpinia domatifera ingår i släktet Alpinia och familjen Zingiberaceae. Inga underarter finns listade i Catalogue of Life.